# Exército Simbionês de Libertação
Exército Simbionês de Libertação foi uma organização revolucionária de orientação marxista dos Estados Unidos, responsável por assassinatos, assaltos a bancos e outros atos de violência. Sua ação mais conhecida foi o sequestro e posterior conversão da herdeira milionária Patty Hearst. O FBI e as autoridades americanas em geral consideraram o Exército Simbionês de Libertação a primeira organização terrorista a surgir da esquerda americana.

## Formação

### Antecedentes

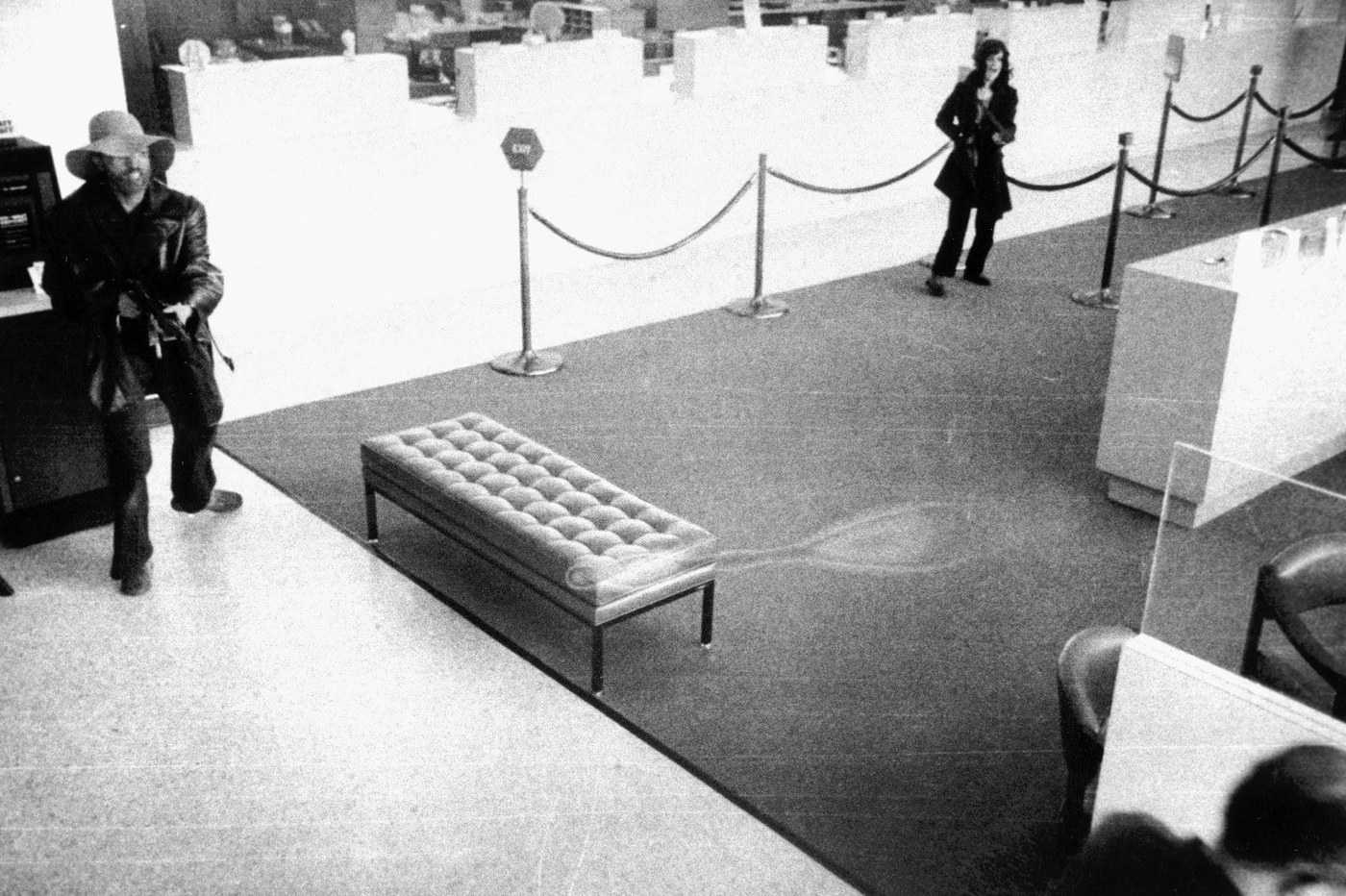
Patty Hearst no banco Hibernia

As origens do Exército Simbionês de Libertação encontram-se no trabalho desenvolvido pela Black Cultural Association, um grupo de apoio a presidiários negros activo na prisão de Vacaville em finais da década de 60 e inícios da década de 70. Este grupo era da responsabilidade de um professor de Universidade da Califórnia em Berkeley e era integrado por estudantes brancos da classe média partidários de ideais de esquerda, que davam apoio e formação aos presidiários negros. No contexto das suas visitas estes jovens vão propagar entre os presidiários ideais do marxismo. 
Entre os jovens estudantes que participavam neste projecto encontravam-se futuros membros do Exército Simbionês de Libertação, como William Wolfe, Russel Little, Joe Remiro e Nancy Ling Perry. Para alguns dos estudantes, os presidiários eram vítimas de um sistema racista enraizado na sociedade americana. 
Em Março de 1973 Donald DeFreeze, condenado por assalto e detido primeiro em Vacaville e depois transferido para a prisão de Soledad consegue escapar. DeFreeze tinha sido dinamizador na cadeia de um grupo chamado "Unsight", no qual William Wolfe e Russell Little participaram. Ajudado por estes fixa residência em Berkeley, com as activistas Nancy Ling Perry e Patricia Soltysik, tornando-se namorado desta última. 
Poucos meses antes tinham chegado a Berkeley, vindos do Indiana, Bill Harris, um veterano da guerra do Vietname e pacifista e a sua esposa, Emily Harris. O casal foi acompanhado por dois amigos, Gary e Angela Atwood. Estes jovens juntam-se a grupos radicais e conhecem DeFreeze e os seus companheiros. No final do Verão de 1973 estas pessoas decidem fundar o Exército de Libertação Simbionês.

## Ideologia
O Exército Simbionês de Libertação inspirava-se no marxismo, incluindo entre os seus objectivos de luta acabar com o racismo, a monogamia e o sistema penitenciário. A organização advogava igualmente a formação no interior do território dos Estados Unidos de "lares" para as minorias étnicas. Para alcançar os seus objectivos o grupo adoptou a táctica de "propaganda urbana" do jornalista francês Régis Debray, que consistia em praticar uma série de acções seleccionadas, como assaltos e homicídios, cujo resultado seria um grande impacto na mídia; estas acções proporcionariam publicidade e em última instância provocariam a revolta popular e a adesão às propostas da organização.
Os membros do grupo rejeitaram os seus nomes de nascimento, adoptando nomes Swahili. Esses nomes foram os seguintes:
- Donald de Freeze - Cinque (nome do escravo do século XIX que liderou a revolta no navio Amistad);
- Nancy Ling Perry - Fahizah;
- Patricia Soltysik - Zoya ou Mizmoon;
- Bill Harris - Teko;
- Emily Harris - Yolanda;
- Angela Atwood - Gelina;
- Russell Little - Osceola;
- William Wolfe - Cujo;
- Camilla Hall - Gabi.

O líder da organização era DeFreeze ("General Field Marshal Cinque"), embora Patricia Soltysik e Nancy Ling Perry desempenhassem também um importante papel.
A palavra "simbionês" (em inglês: symbionese) deriva de simbiose, processo através do qual organismos diferentes vivem juntos em harmonia. Como símbolo a organização adoptou uma cobra com sete cabeças. O lema, incluído em todos os comunicados emitidos, era Death to the fascist insect that preys upon the life of the people.

## Ações

### Assassinato de Marcus Foster
O Exército realizou a sua primeira ação a 6 de Novembro de 1973 em Oakland, Califórnia, quando assassinou Marcus Foster, superintendente das escolas. Foster foi o primeiro negro a ocupar este cargo em Oakland e advoga inicialmente o uso obrigatório de cartões de identidade para os estudantes, embora quando foi alvejado pelo Exército já tivesse abandonado esta opinião. Para os membros do Exército Foster estava ao serviço da CIA que visava com esta medida vigiar a população. Esta acção fez com que muitos grupos de esquerda se afastassem do grupo.

### Rapto de Patty Hearst
A 4 de Fevereiro de 1974 três membros do Exército Simbionês de Libertação raptaram Patricia Campbell Hearst, herdeira da família Hearst e estudante de História da Arte na Universidade de Berkeley, quando esta se encontrava no seu apartamento com o seu noivo, Steven Weed. 
Dois dias depois a organização fez chegar um comunicado à estação de rádio KPFA de Berkeley, na qual afirmava que Hearst era uma prisioneira de guerra.
No dia 12 de Fevereiro a mesma estação de rádio difundiu uma gravação de Hearst na qual está afirmava estar bem e onde pedia que a sua família procedesse à distribuição de comida entre os pobres em troca da sua libertação. Dez dias depois a família de Hearst fundou um programa de nome "People in Need" que distribui comida por entre 30 mil pessoas, tendo gasto 2 milhões de dólares na acção.
De acordo com Hearst, ela teria os seus primeiros dois meses de cativeiro encerrada num armário, onde foi violada por DeFreeze e sujeita a doutrinação dos ideiais do Exército Simbionês.
No dia 3 de Abril de 1974 a rádio KSAN emitiu uma nova gravação na qual Patty denunciava o programa "People in Need" e rejeitava a sua família. Patty anunciou também que tinha se juntado ao Exército Simbionês de Libertação, tendo adoptado o nome de guerra "Tania", em honra à companheira de Che Guevara. A fita foi acompanhada por uma fotografia que se tornou famosa, na qual Patty surgia com uma arma em frente do símbolo da organização, a cobra de sete cabeças.

### Assalto ao Hiberna Bank

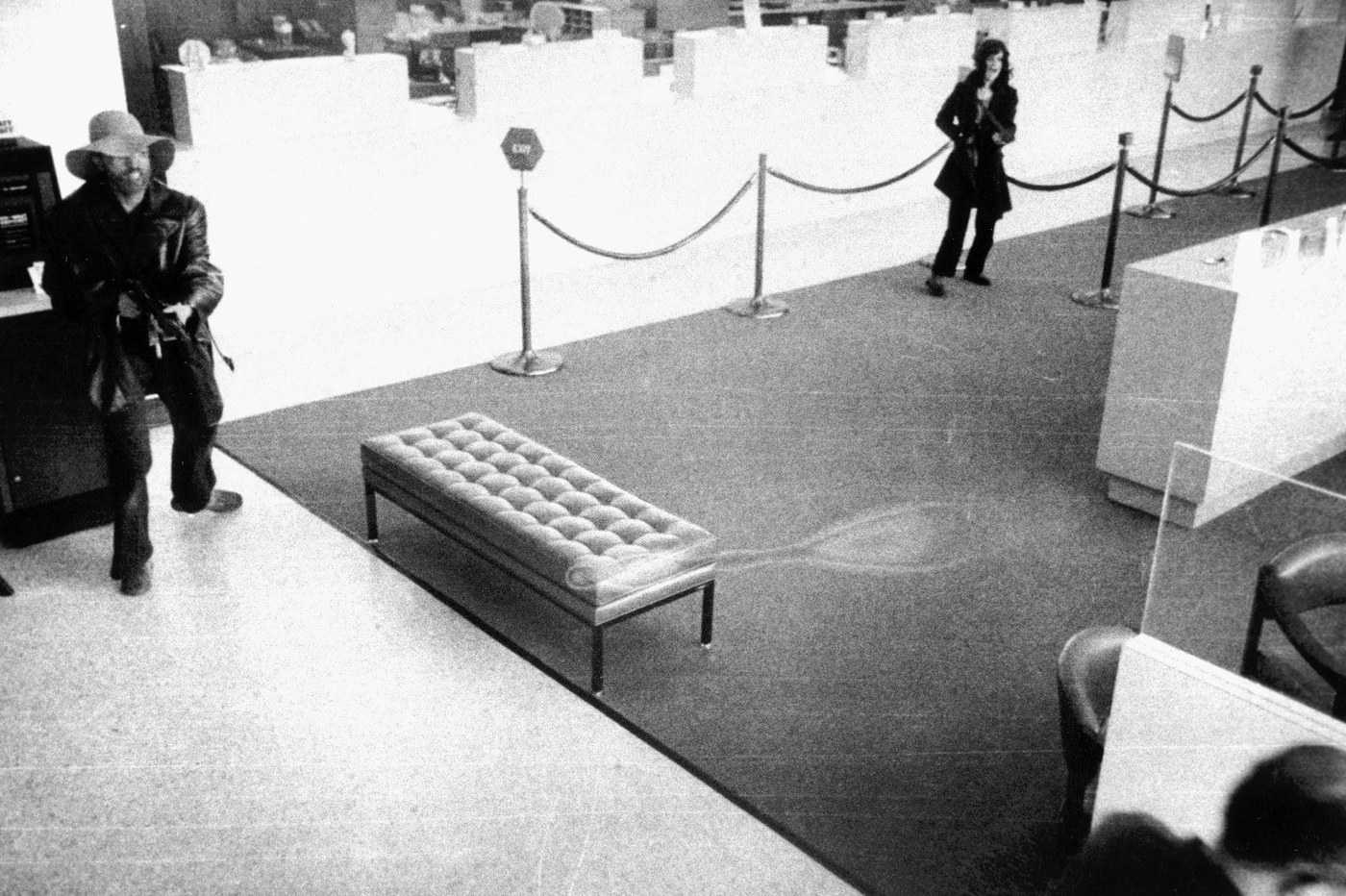
Patty Hearst flagrada pelas câmeras de segurança do banco durante o assalto em 1974

Mais de duas semanas depois, a 15 de Abril, Patty e outros quatro membros do Exército assaltaram uma delegação do Hiberna Bank em San Francisco. As câmaras de segurança do banco registaram o evento, onde se via Patty Hearst armada e a gritar com os clientes do banco. Duas pessoas foram alvejadas e o grupo saiu das instalações com dez mil dólares.

### Fuga e confronto com a polícia
Após o assalto ao Hiberna Bank o Exército Simbionês mudou-se para Los Angeles. O FBI desconhecia a fuga do grupo, até que um dia Bill e Emily Harris foram apanhados a roubar numa loja que vendia artigos de desporto em Inglewood. Quando Bill se envolveu numa luta com um vigia da loja, Patty Hearst, que tinha ficado na carrinha, começou a disparar e o casal conseguiu escapar. Os três fugitivos abandonaram a carrinha, roubando carros e acabando por se esconder num motel em Anaheim. Porém, a polícia viria a encontrar a carrinha, no interior da qual se encontrava um bilhete do parque do bairro de Compton, onde o Exército Simbionês se encontrava sediado.
No dia seguinte a polícia cercou a casa onde se encontravam seis membros da organização. Em resultado de confrontos a casa incendiou-se. Nancy Ling Perry e Camilla Hall abandonaram a casa, mas foi baleados pela polícia que acreditava que estas iriam atacá-los. No interior da casa viriam a falecer DeFreeze, William Wolfe, Angela Atwood e Patricia Soltysik. Patty Hearst viu os eventos através da televisão acompanhada por Bill e Emilly Harris.

## Revitalização
Após o trágico acontecimento, uma amiga de Angela Atwood, Kathy Soliah, organizou uma manifestação de apoio aos membros do Exército Simbionês de Libertação em Berkeley, na qual compareceram cerca de 100 pessoas. Bill, Emily Harris e Patty Hearst (desconhece-se se ainda como refém ou como membro voluntário do grupo) decidem, junto com Kathy Soliah, relançar o Exército Simbionês. Soliah conseguiu coverter dois dos seus irmãos, Josephine e Steven, à causa. Juntaram-se também à nova formação James Kilgore, Mike Bortin e Wendy Yoshimura. 
No dia 7 de Junho Hearst e o casal Harris enviam uma mensagem a uma estação de rádio na qual elogiam os membros falecidos e na qual afirmavam que continuariam com a luta. Patty considerou Wolfe como o homem mais belo que alguma vez tinha conhecido, o que levantou especulação sobre uma possível relação amorosa entre ambos. 
Os membros da nova formação fizeram dois assaltos a bancos. O primeiro foi o Crocker National Bank em Sacramento no dia 25 de Fevereiro de 1975. No dia 21 de Abril do mesmo ano assaltaram outro banco em Carmichael.

## Captura

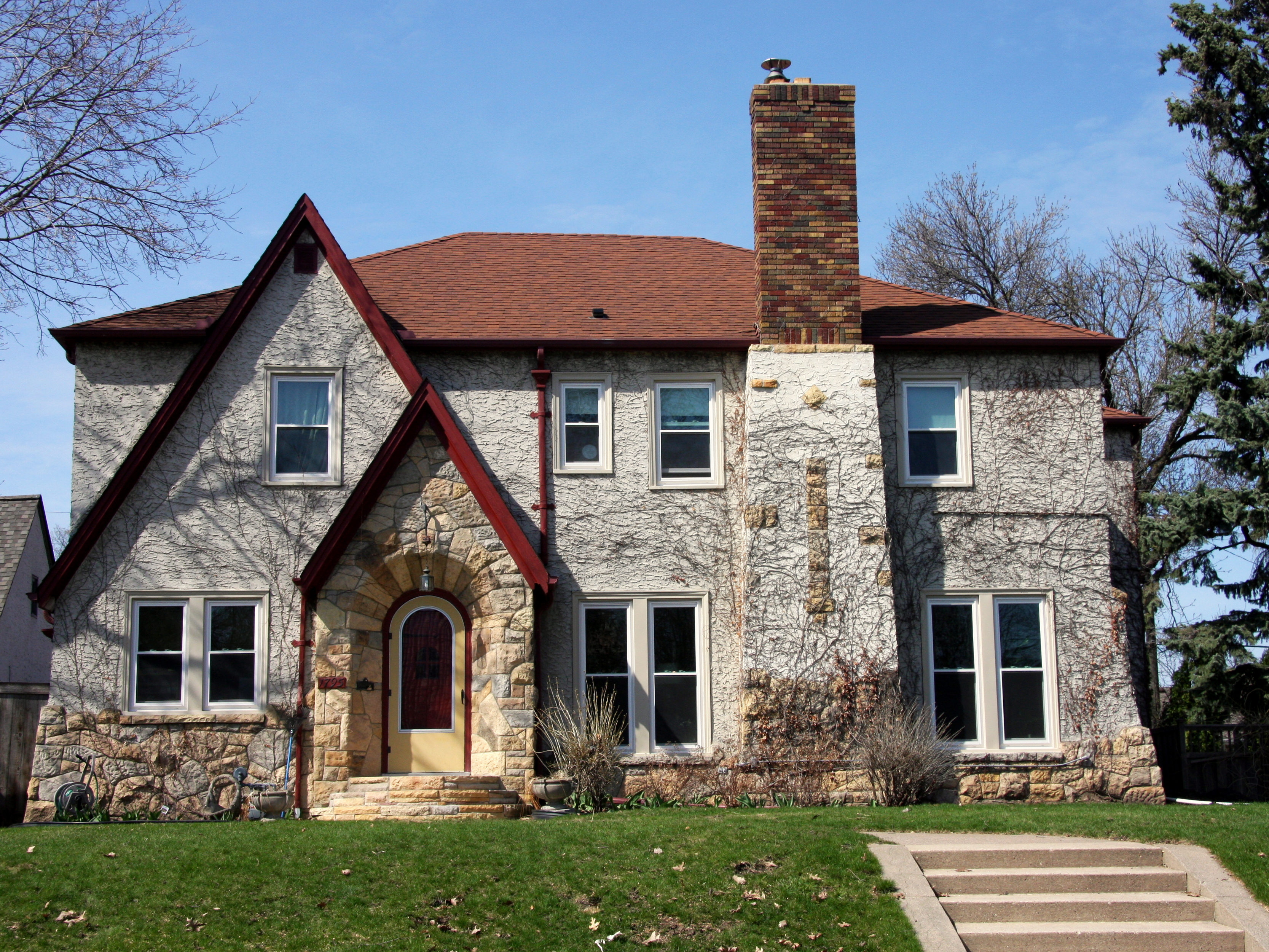
A casa de 1795 Hillcrest Avenue West, em Highland Park, em St. Paul, Minnesota, EUA, onde Kathleen Soliah viveu como Sara Jane Olson

Em Setembro de 1975 o FBI deteve Billy e Emily Harris, Patty Hearst e outro membro da organização, Wendy Yoshimura, em San Francisco. Quando foi interrogada por um agente da polícia sobre a sua profissão, Hearst declarou: "guerrilha urbana". Durante o seu julgamento em Março de 1976, Hearst afirmou ter sido alvo de uma lavagem ao cérebro por parte da organização. O juri rejeitou a sua alegação e esta foi condenada a sete anos de prisão pelo assalto ao Hiberna Bank. Contudo, Patty Hearst cumpriu apenas 21 meses de prisão, uma vez que a sua pena foi comutada pelo presidente Jimmy Carter.
Quanto a Bill e Emily Harris, declararam-se culpados do rapto de Hearst e passaram seis anos na prisão. 
Kathleen Soliah, que tinha colocado bombas em dois carros da polícia em Agosto de 1975, conseguiu escapar, primeiro para o Zimbabwe, tendo depois fixado residência no Minnesota. Mudou o seu nome para Sarah Jane Olson e casou com um médico com o qual teve vários filhos, assumindo a vida de uma dona de casa e activista local.